# 赵振宇 (将领)
趙振宇（1910年—2004年），又名震雨，字漢勛、思昊，河南省商城县汪家桥人，中華民國陸軍裝甲兵將領。

## 生平
黃埔軍校第八期交通科步三隊、陸軍大學第十七期、美國駐印度蘭姆迦戰術學校特別訓練班、美國參謀大學畢業。
1937年抗日戰爭爆發，前後任陸軍野戰補充第四十團連長、營長、中校團附；1940年夏，曾在豫東蘭封第二百師任參謀主任，1942年7月陸大畢業後，任第五戰區交通輜重指揮部參謀長。
1943年6月15日，以機校戰車訓練班上校研究委員名義到印度，在蘭姆迦受訓五個月，是時中國遠征軍已開始反攻滇西緬北，1943年12月21日，趙受令接掌中國駐印軍戰車第一營營長。於1944年3月8日，率部攻破緬北日軍第十八師團司令部，斬旗奪印，贏得瓦魯班戰役，揚威海內外，因功升任駐印軍戰車指揮部副指揮官。
1946年元月任裝甲兵教導總隊參謀長；4月1日戰車第三團代理團長鄒震岳他調，趙升任少將團長；1947年兼北平警備總司令部豐台警備區司令，政府為加速追剿華北共軍，成立第五快速縱隊；1948年7月1日，又兼任縱隊司令；1949年任河南省保安副司令兼河南省政府省長及第一二七軍幹部訓練班主任。
1951年自緬甸輾轉來台，任第一軍第58師副師長、師長；1962年退役，後長期隱居美國，住德州休斯敦。
2004年病逝，享壽95歲。

## 著作
戰後著有《駐印軍輕戰車第一營作戰記實》作為陸軍大學的裝甲兵實戰教材，詳實的記載了戰一營自印度加爾各答接收戰車建軍至瓦魯班大捷止，二個多月的部隊編組、行軍日誌和實戰經過。
來台灣後在趙友培教授的鼓勵下，在1964年又以第一人稱的小說體完成了《血戰瓦魯班》一書。